# Mistrzostwa Polski w Podnoszeniu Ciężarów 2017
Mistrzostwa Polski w Podnoszeniu Ciężarów 2017 – 87. edycja mistrzostw, która odbyła się w dniach 4–5 listopada 2017 roku w Zamościu. W mistrzostwach wystartowały również kobiety, dla których była to 24. edycja mistrzostw.

## Wyniki

### Mężczyźni
| Konkurencja | Złoto                                 | Wynik         | Srebro                                 | Wynik         | Brąz                                       | Wynik         |
| 56 kg       | Dominik Kozłowski (Zawisza Bydgoszcz) | 229 (108+121) | Kacper Urban (Budowlani Opole)         | 213 (98+115)  | Karol Maksymowicz (Agros Zamość)           | 183 (85+98)   |
| 62 kg       | Jakub Wiatrowicz (Tarpan Mrocza)      | 237 (102+135) | Tomasz Rosoł (Górnik Polkowice)        | 236 (108+128) | Mikołaj Dach (Promień Opalenica)           | 222 (95+122)  |
| 69 kg       | Damian Wiśniewski (Zawisza Bydgoszcz) | 293 (131+162) | Piotr Poniedziałek (Mazovia Ciechanów) | 287 (126+161) | Szymon Rotnicki (KU AZS AJD Częstochowa)   | 281 (129+152) |
| 77 kg       | Daniel Bajer (Tarpan Mrocza)          | 334 (151+183) | Damian Sikorski (Zawisza Bydgoszcz)    | 305 (135+170) | Kacper Badziągowski (Tarpan Mrocza)        | 304 (133+171) |
| 85 kg       | Krzysztof Zwarycz (Budowlani Opole)   | 355 (160+195) | Kacper Kłos (Tarpan Mrocza)            | 329 (146+183) | Damian Szczepanik (KU AZS AJD Częstochowa) | 327 (145+182) |
| 94 kg       | Bartłomiej Barth (Budowlani Opole)    | 339 (153+186) | Błażej Grela (KU AZS AJD Częstochowa)  | 318 (140+178) | Mateusz Sowa (Impuls Warszawa)             | 312 (141+171) |
| 105 kg      | Łukasz Grela (Budowlani Opole)        | 378 (178+200) | Dariusz Różański (Budowlani Opole)     | 332 (153+179) | Marcin Izdebski (Orlęta Łuków)             | 329 (151+178) |
| +105 kg     | Arkadiusz Michalski (Budowlani Opole) | 376 (166+210) | Jakub Węgrzyn (Wisła Puławy)           | 356 (166+190) | Bartosz Łoziński (Zawisza Bydgoszcz)       | 353 (158+195) |

### Kobiety
| Konkurencja | Złoto                                             | Wynik        | Srebro                                            | Wynik        | Brąz                                           | Wynik        |
| 48 kg       | Agata Zacharek (Zawisza Bydgoszcz)                | 154 (68+86)  | Sylwia Oleśkiewicz (Omega Kleszczów)              | 144 (63+81)  | Marlena Polakowska (GLSK POM Iskra Piotrowice) | 140 (66+74)  |
| 53 kg       | Joanna Łochowska (UKS Zielona Góra)               | 199 (89+110) | Agnieszka Kuczmaszewska (Agros Zamość)            | 160 (73+87)  | Elżbieta Bielak (Znicz Biłgoraj)               | 148 (68+80)  |
| 58 kg       | Katarzyna Kraska (Budowlani Opole)                | 191 (81+110) | Paulina Rutkowska (Mazovia Ciechanów)             | 165 (74+91)  | Agata Rok (Talent Wrocław)                     | 161 (69+92)  |
| 63 kg       | Aleksandra Klejnowska-Krzywańska (Talent Wrocław) | 174 (80+94)  | Katarzyna Ostapska (Agros Zamość)                 | 161 (70+91)  | Aleksandra Michalska (Unia Hrubieszów)         | 157 (68+89)  |
| 69 kg       | Monika Dzienis (Budowlani Nowy Tomyśl)            | 206 (92+114) | Ewelina Czop (Budowlani Nowy Tomyśl)              | 179 (76+103) | Karolina Czajka (MAKS Tytan Oława)             | 177 (74+103) |
| 75 kg       | Małgorzata Wiejak (Zawisza Bydgoszcz)             | 206 (95+111) | Jolanta Wiór (Andaluzja Piekary Śląskie)          | 195 (85+110) | Eliza Wcisłak (Zawisza Bydgoszcz)              | 195 (85+110) |
| 90 kg       | Kinga Kaczmarczyk (Tytan Oława)                   | 217 (95+122) | Sabina Bagińska (Horyzont Mełno)                  | 215 (94+121) | Katarzyna Lisewska (Feniks Siedlce)            | 193 (87+106) |
| +90 kg      | Aleksandra Mierzejewska (Legia Warszawa)          | 229 (98+131) | Magdalena Karolak (Włókniarz Konstantynów Łódzki) | 210 (95+115) | Magdalena Pasko (Lechia Sędziszów Małopolski)  | 202 (90+112) |